# Catalisador de Venturello
Um catalisador de Venturello é um composto químico à base de tungstênio que contém o ânion peroxocomplexo peroxotungstofosfato [PW
4O
8(O
2)
8]3– ou [(WO)
4(O
2)
8PO
4]3–
. Comumente, esses compostos são sais de amônio ou fosfônio quaternários contendo grupos alquila longos, tais como butil ou hexil para possibilitar reações de catálise de transferência de fase, embora o ácido livre H
3[PW
4O
8(O
2)
8]
 também tenha propriedades catalíticas e também seja frequentemente chamado de catalisador de Venturello (ou mesmo ácido de Venturello). O complexo apresenta uma cor amarela pálida e é estável em pH entre 2 e 4. Esses compostos são catalisadores úteis em reações de epoxidação. Um composto análogo de molibdênio, o peroxomolibdofosfato [PMo
4O
8(O
2)
8]3–
, também é conhecido.

## Síntese

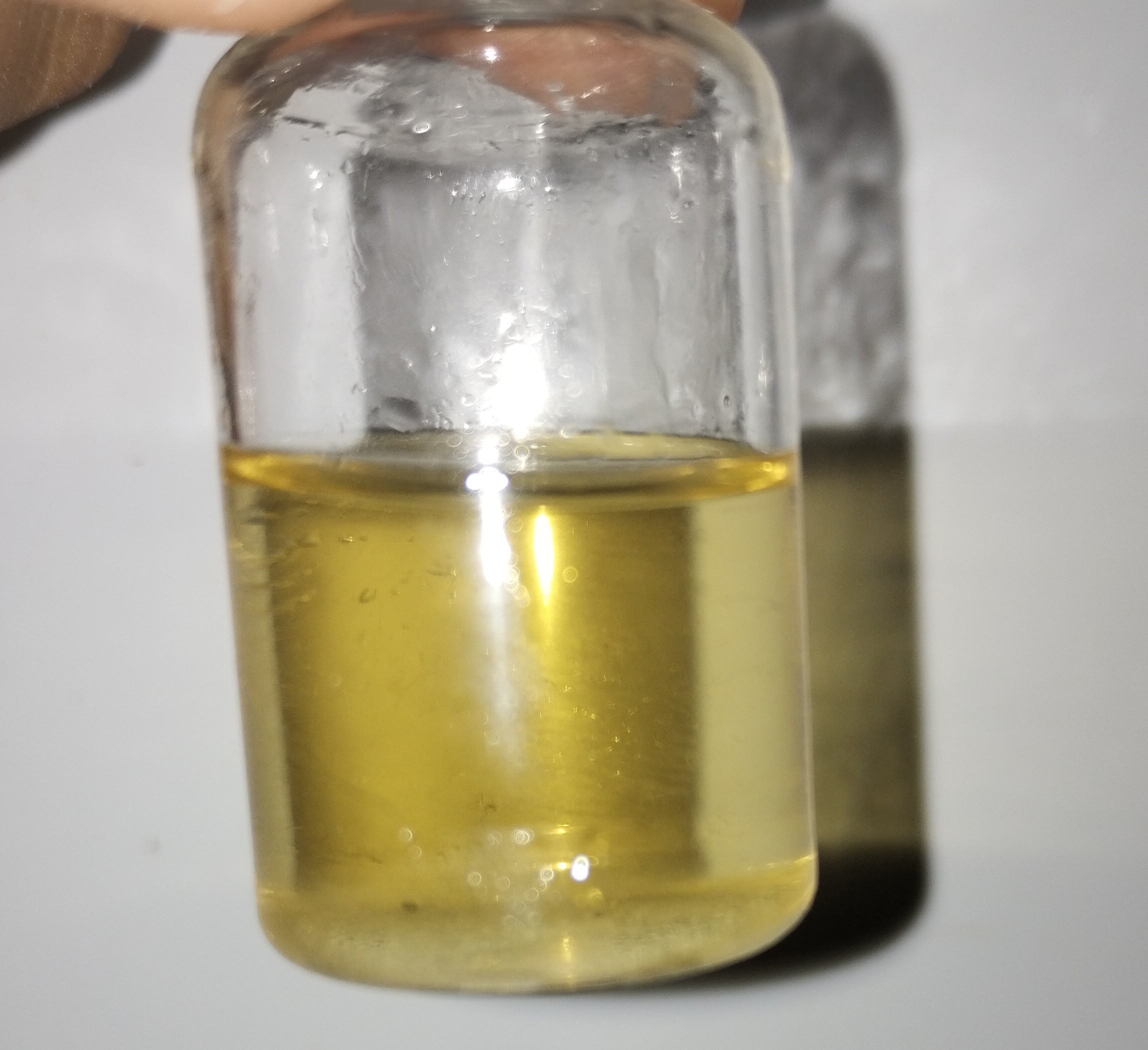
Solução obtida a partir da reação química entre o ácido fosfotúngstico alcoólico e peróxido de hidrogênio concentrado, na qual se forma, como produto principal, o "ácido de Venturello" amarelo pálido.

Os catalisadores de Venturello são produzidos a partir da reação química entre o ácido fosfotúngstico e o peróxido de hidrogênio, seguido da neutralização do ácido peroxocomplexo resultante por uma base adequada:
H
3[PW
12O
40] + 24H
2O
2 —> H
3[(WO(O
2)
2)
4PO
4] + 4H
2[W
2O
3(O
2)
4] + 24H
2O
H
3[(WO(O
2)
2)
4PO
4] + 3N(C
6H
13)
4OH —> (N(C
6H
13)
4)
3[(WO(O
2)
2)
4PO
4] + 3H
2O

## Estrutura

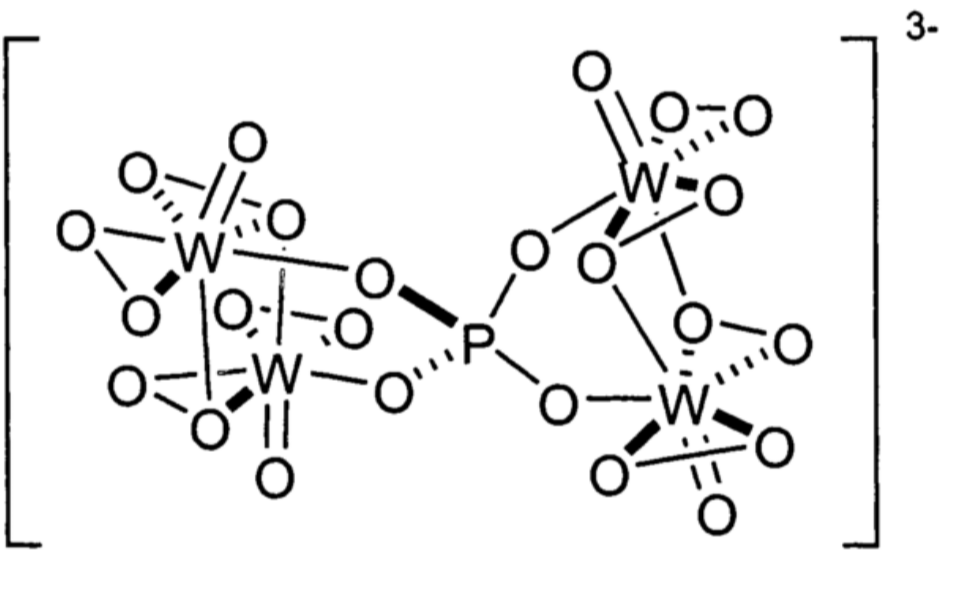
Estrutura do ânion do catalisador de Venturello

Um estudo abrangente do complexo peroxo isolado na forma cristalina da solução usando EXAFS, espectroscopia Raman e espectroscopia de infravermelho demonstrou que o ânion complexo é um tetrâmero de íons de tungstênio interconectados pelo grupo PO3–
4
, e essa estrutura permanece inalterada à medida que o complexo é dissolvido em uma solução orgânica. O ânion do catalisador de Venturello consiste em quatro unidades de um peroxocomplexo de tungstênio ligados a um grupo fosfato central. O átomo de fósforo liga-se a quatro átomos de oxigênio, formando uma ligação dativa com um deles e três ligações simples com os três outros (os quais carregam, cada um, uma carga elétrica negativa, daí a carga total de -3 do ânion), e cada um desses oxigênios liga-se por uma ligação dativa a um átomo de tungstênio. Cada tungstênio, por sua vez, além de estar ligado a um oxigênio do fosfato, também está formando uma ligação dupla com um átomo de oxigênio terminal (um grupo W=O) e ligado a dois grupos peróxido, com os dois oxigênios do grupo ligados ao tungstênio formando um anel triangular. Um oxigênio de um desses grupos peróxido também está ligado por ligação dativa a um átomo de tungstênio de um grupo vizinho, e, de forma recíproca, um grupo peróxido desse mesmo grupo vizinho também está ligado ao primeiro tungstênio. Há dois desses dímeros de tungstênio-peróxido ligados em lados opostos do fosfato. Cada átomo de tungstênio liga-se a um total de 7 átomos (o oxigênio terminal, o oxigênio do fosfato, quatro oxigênios dos dois grupos peróxido e um oxigênio de um dos peróxidos do grupo vizinho), encontrando-se, portanto, num estado heptacoordenado com uma geometria bipiramidal pentagonal. O estado de oxidação dos tungstênios nesse composto é +6.

## Aplicações

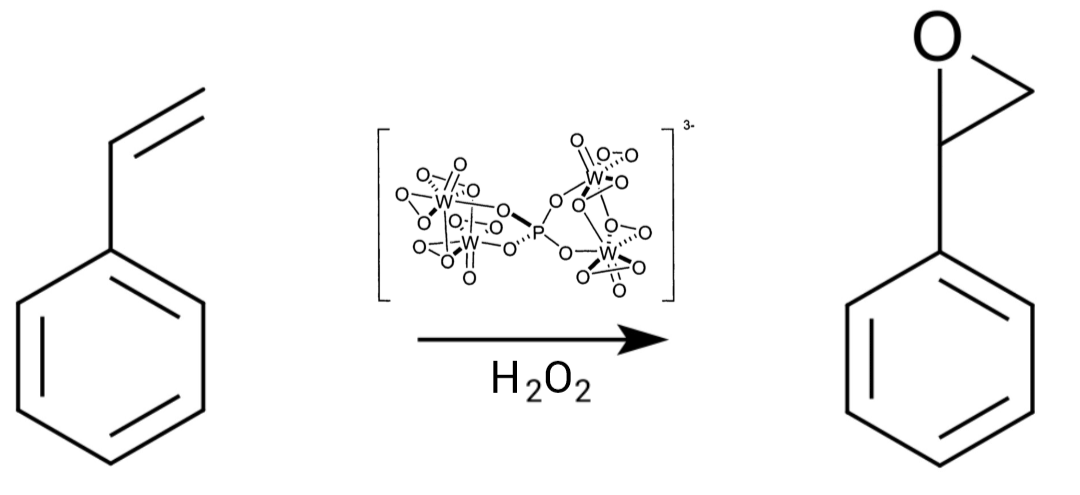
Reação de epoxidação do estireno pelo peróxido de hidrogênio catalisada pelo ânion de Venturello

O catalisador de Venturello é empregado pela indústria química como um eficiente catalisador em reações de epoxidação de alcenos. Esse composto catalisa essas reações de epoxidação pelo H
2O
2
 com muito mais eficiência do que muitos outros catalisadores de epoxidação, pois a sua estrutura estável favorece a transferência de oxigênio para o composto orgânico em detrimento da decomposição por desproporcionamento do peróxido de hidrogênio.
Este peroxopolioxo-ânion possui alta estabilidade em água e meios orgânicos, especialmente em meio levemente ácido. Os sais de Venturello geralmente são empregados como os sais do ânion complexo com cátions de amônio quaternário ou fosfônio quaternário com grupos alquila longos, como forma de tornar esses catalisadores mais solúveis em meios menos polares, de forma a possibilitar uma catálise homogênea. Esses compostos geralmente são produzidos in situ pela reação entre o H
2O
2
 e o ácido fosfotúngstico na presença do respectivo hidróxido de amônio ou fosfônio quaternários.